# Мерджан, Мюнир Левент
Мюни́р Леве́нт Мерджа́н (нем. Münir Levent Mercan; род. 10 декабря 2000, Реклингхаузен, Северный Рейн-Вестфалия) — немецкий и турецкий футболист, полузащитник клуба «Фенербахче».

## Клубная карьера
Мерджан выступал за юношеские команды различных клубов Рурской области, прежде чем в 2016 году перешёл в «Шальке 04». В 2017 году в составе юношеской команды до 17 лет он выиграл чемпионат западной Германии, через год добился того же успеха в составе команды до 19 лет. 
Летом 2019 года Мерджан стал игроком первой команды. 10 августа он дебютировал за «Шальке» в матче первого раунда Кубка Германии с клубом «Дрохтерзен/Ассель» (5:0), выйдя на замену на 62-й минуте вместо Суата Сердара и забив пятый гол в матче и первый гол в карьере на 73-й минуте. 18 августа Мерджан дебютировал в Бундеслиге, выйдя на замену на 93-й минуте матча с мёнхенгладбахской «Боруссией» (0:0) вместо Амина Арита. 22 августа он подписал первый профессиональный контракт с «Шальке» до 2023 года.

## Карьера в сборной
16 апреля 2019 года Мерджан дебютировал за юношескую сборную Германии до 19 лет в матче против датчан (2:5).